# Dmytro Prokoptsov
Dmytro Viktorovytsj Prokoptsov (Oekraïens: Дмитро Вікторович Прокопцов; Simferopol, Oekraïne, Sovjet-Unie, 5 januari 1980) is een voormalig Tsjechisch professioneel tafeltennisser van Oekraïense afkomst. Hij speelt rechtshandig met de shakehandgreep.
Hij vertegenwoordigde Tsjechië op de Olympische Zomerspelen 2016 maar won geen medailles.

## Belangrijkste resultaten
- Brons met het team op de Europese kampioenschappen in 2010.